# Ayreen Anastas
Ayreen Anastas (* 1976 in Bethlehem, Palästinensische Autonomiegebiete) ist eine palästinensisch-US-amerikanische Videokünstlerin, die in New York City lebt.

## Leben und Werk
Ayreen Anastas studierte von 1986 bis 1988 an der Universität Bir Zait, anschließend am Karlsruher Institut für Technologie und absolvierte 1996 den Master an der Technischen Universität Berlin. Anastas ist eine der Organisatorinnen der 16 Beaver group, einer Künstlergruppe, die in der 16 Beaver street in Lower Manhattan niedergelassen ist. Dort finden Präsentationen und Diskussionen statt und Projekte werden realisiert.
Zusammen mit René Gabri und and and and war sie Teilnehmerin der dOCUMENTA (13). Pasolini Pa* Palestine (2005), ein Film von Anastas und Gabri wurde in Homeworks III in Beirut und im Hebbel-Theater in Berlin gezeigt. M* of Bethlehem (2009) war in Kettle’s Yard, Cambridge, dem Argos festival in Brüssel und CCA Glasgow zu sehen.

## Ausstellungen (Auswahl)

### Einzelausstellungen
- 2011: eine welt ein thema ein korn ein zeichen ein lied ein spaziergang ein lächeln eine wand eine notiz ein datum eine karte eine und eine frage Kunstverein Arnsberg, Arnsberg[3]
- 2016: …und eine welt noch, Kunsthaus Hamburg

### Gruppenausstellungen
- 2012: dOCUMENTA (13), Kassel
- 2015: Ayreen Anastas & René Gabri, 56. Biennale di Venezia, Venedig[4]